# Bellingshausen-Becken
Koordinaten: 60° 0′ S, 100° 0′ W
Das Bellingshausen-Becken ist ein Seebecken an der Grenze zwischen dem Südpazifik und der Bellingshausen-See. Es liegt unmittelbar östlich des Pazifischen Südpolarbeckens.
Russische Wissenschaftler nahmen die Benennung vor.